# Alexandra Bracken
Alexandra Bracken (Phoenix, 27 de fevereiro de 1987) é uma autora norte-americana que foi best-seller do New York Times com alguns de seus romances incluindo Silver in the Bone (2023).

## Início da vida
Alexandra Bracken nasceu em Phoenix, Arizona. Recentemente, ela se mudou de volta para o Arizona, a partir da cidade de Nova York, Nova York, onde viveu por muitos anos e trabalhou na indústria de publicação para crianças, primeiro como assistente editorial e em seguida, em marketing. Depois de seis anos, ela arriscou e decidiu escrever em tempo integral. Ela se formou na Chaparral High School, em 2005, e compareceu a Faculdade de William e Mary, em Williamsburg, Virginia, graduando-se com magna cum laude, com uma licenciatura em História e Inglês, em maio de 2009.

## Carreira
Bracken escreveu sua primeira novela inédita sobre seu primeiro ano de faculdade, e começou a escrever Brightly Woven como um presente de aniversário para seu amigo durante seu segundo ano, quando ela tinha dezenove anos de idade. Em sua revisão do livro, Publishers Weekly diz que "no geral, este romance de fantasia é uma delícia, e Bracken é um autora estreante para ver". Sua estreia fez com que ela ocupasse a terceira posição em 2010 no  GoodReads Choice Awards para Melhor Estreia de Autora.
Em 2012, a Disney Hyperion publicou o thriller de Jovem/Adulto The Darkest Minds, o primeiro livro da série de mesmo nome. A série centra-se na Ruby, uma jovem crescida de  16 anos de idade com habilidades especiais que tinha apenas começado a entender. Ela irrompe de uma "acampamento de reabilitação ", no qual ela foi presa e forma equipe com um grupo de companheiros que também fugiram do  acampamento para encontrar o Slip Kid, um líder, que oferece abrigo para jovens em perigo e que possui o segredo para controlar os poderes. O título do primeiro romance e a série foi alterada a partir de Black is the Color para The Darkest Minds , em novembro de 2011.
Em outubro de 2013, a 2ª edição da série The Darkest Minds, Never Fade, é lançado. Este livro continua a seguir o personagem principal do Ruby em sua batalha com as suas habilidades e o governo que está tentando controlá-la. Ruby está agora no Children's League no início deste livro, mas logo abandona-os para encontrar a verdade sobre a doença que matou a maioria das crianças da América. Ela batalha sozinha neste livro, como ela é dividida entre velhos amigos e a sua lealdade para com a Liga.
Em outubro de 2014, a conclusão da série da trilogia "The Darkest Minds" , "o Afterlight" foi lançado. Ruby e as crianças que sobreviveram ao ataque do governo  em Los Angeles, começam a viajar para o Norte. Enquanto viaja estão abrigando um altamente perigoso prisioneiro, o imprevisível Clancy Gray. A missão de Ruby  agora é libertar muitas crianças que ainda estão na "nos campos de reabilitação nos Estados Unidos. Este livro termina a trilogia.
Direitos de filmagem foram escolhidos pela Twentieth Century Fox com Shawn Levy para produzir com a sua produtora  21 Laps Entertainmentt  com Billy Rosenberg e Missy Foster a supervisionar o desenvolvimento.
No dia 13 de Novembro, 2014, foi anunciado que a Bracken tinha sido aproveitado para ser a autora de  Star Wars Episódio IV Uma Nova Esperança: A Princesa, o Malandro, e o Farmboy, a novelização de Star Wars Episódio IV: Uma Nova Esperança. Bracken substituiu R. J. Palacio, autor de Maravilha, que havia sido programado para gravar este personagem, mas teve de desistir devido a um conflito de agendamento.
Em Janeiro de 2016, o novo livro da Bracken Passenger, foi lançado. Esta história segue Etta Spencer, um prodígio do violino, que em uma devastadora noite, ela perde tudo que sabe e ama. Ela obteve impulso em um mundo desconhecido com um estranho. Ela herda um legado e viaja não apenas milhas, mas anos de casa. Esta história também segue Nicholas Carter que contenta-se com a sua vida no mar, livre de uma família, que está tentando evitar. Mas com a chegada de uma passageira incomum em seu navio, ele percebe que ele não pode escapar do passado e a família que não vai deixá-lo ir tão facilmente. Tanto Etta e Nicholas embarcam em uma viagem através de continentes e séculos, montando pistas. Mas à medida que se aproxima da verdade, os dois estão em vias de ser separados uns dos outros e o seu caminho de casa.
Em Janeiro de 2017, a sequela de Passenger, Wayfarer, foi lançado. Este livro continua a história de Etta e Nicholas. Agora roubou o objeto poderoso, que era a única esperança para salvar a sua mãe, Etta está preso novamente, separada de Nicholas, aquele que ela ama e o tempo natural. Etta tropeça no coração dos Thorns,  os renegados viajantes que roubaram a lâmina-astro dela, ela promete destruí-lo de uma vez por todas. Etta tem de escolher um caminho, que pode transformar o seu futuro. Nicholas ainda está devastado pelo desaparecimento de Etta, ele recruta ajuda para  rastrear Etta e derrubar lâmina-astro . Como quando eles viajam altera a linha do tempo, eles descobrem um antigo poder que ameaça erradicar a linha do tempo completamente. Este livro viaja através do tempo e conclui a serie "Passageiro" .

### SérieThe Darkest Minds
1. The Darkest Mind (18 De Dezembro de 2012) no Brasil: Mentes Sombrias (Intrínseca, 2018) em Portugal: Mentes Poderosas (Marcador, 2018)
2. Never Fade (15 De Outubro de 2013) em Portugal: Inesquecível (Marcador, 2019)
3. In The Afterlight (28 De Outubro de 2014)
4. The Darkest Legacy (31 De Julho de 2018)

- Through the Dark (6 de outubro de 2015) coleção de histórias

### Star Wars
- Episódio IV UMA Nova Esperança: A Princesa, o Malandro, e o Farmboy (22 de setembro de 2015)

### Série Passageiro
- Passenger (5 De Janeiro, De 2016) em Portugal: Os Passageiros do Tempo (Marcador, 2017)
- Wayfarer (3 De Janeiro De 2017) em Portugal: Os Viajantes (Marcador, 2018)

### SérieThe Dreadful Tale of Prosper Redding
- The Dreadful Tale of Prosper Redding (5 de setembro de 2017)
- The Last Life of Prince Alastor (5 de fevereiro de 2019)

### SérieSilver in the Bone
- Silver in the Bone (2023)
- The Mirror of Beasts (2024)

### Livros isolados
- Brightly Woven (Março 23, 2010, ISBN 978-1-60684-038-2)
- Lore (7 de janeiro de 2021) no Brasil: mesmo nome (Alta Novel, 2022)

## Adaptação
- The Darkest Minds (2018) filme dirigido por Jennifer Yuh Nelson, baseado no romance homônimo.[11]